# Bromoglycis robusta
Bromoglycis robusta är en tvåvingeart som beskrevs av Hull 1971. Bromoglycis robusta ingår i släktet Bromoglycis och familjen svävflugor. Inga underarter finns listade i Catalogue of Life.